# Tanacetum macrophyllum
Tanacetum macrophyllum là một loài thực vật có hoa trong họ Cúc. Loài này được (Waldst. & Kit.) Sch.Bip. miêu tả khoa học đầu tiên năm 1844.